# Canton Fair
De Canton Fair (Chinees:广交会) is een handelsbeurs die sinds het voorjaar van 1957 gehouden wordt in Canton (Guangzhou), in het zuidoosten van Volksrepubliek China. Deze beurs vindt twee keer per jaar plaats, in de lente (springfair) en in de herfst (autumnfair).
De beurs wordt gehouden door het ministerie van commercie van China en het gouvernement van de provincie Guangdong. De organisatie van de Canton Fair is in handen van het China Foreign Trade Centre.
Sinds 2007 is de volledige naam verandert in China Import and Export Fair (中国进出口商品交易会). Voorheen werd deze beurs de Chinese Export Commodities Fair (中国出口商品交易会) genoemd, maar staat voornamelijk bekend als de Canton Fair (广州交易会).
De Canton Fair is de grootste handelsbeurs van China en heeft het grootste assortiment aan producten en de hoogste bezoekersaantallen. In vergelijking met alle andere handelsbeurzen in China worden hier tijdens de beursdagen de meeste zakendeals gesloten. De beurs is een van de grootste handelsbeurzen ter wereld. Zoals vele handelsbeurzen heeft de Canton Fair verschillende tradities en functies als een belangwekkend evenement van internationale importantie.

## Participanten
50 handelsdelegaties, bestaande uit duizenden van China's beste internationale handelsbedrijven, nemen deel aan de beurs. Denk hierbij aan private ondernemingen, fabrieken, wetenschappelijke onderzoeksinstituten, niet-Chinese bedrijven en Chinese bedrijven in buitenlandse handen. Tijdens de 101ste beurs (in het najaar van 2006) bezochten 314 verschillende bedrijven uit 36 landen de Canton Fair.

## Functie
De beurs neigt voornamelijk naar de export van handelsgoederen, maar er worden ook goederen geïmporteerd tijdens de Canton Fair. Los hiervan worden tijdens de beurs verschillende vormen van economische activiteiten ontplooid, zoals economische en technische uitwisselingen en samenwerkingsverbanden, inspecties van goederen, verzekeringen, transport, marketing, advisering et cetera.

## Kengetallen
- Eerste keer gehouden: april 1957
- Schema: 3 fases per beurs, twee beurzen per jaar
- Voorjaars Fair: 15-19 april (fase 1); 24-28 april (fase 2); 3-7 mei (fase 3).
- Najaars Fair: 15-19 oktober (fase 1); 23-27 oktober (fase2); 31 oktober-4 november (fase 3).
- Locatie: China Import and Export Fair, Pazhou complex, 380 Yuejiangzhong Road, Haizhu District, Guangzhou 510335. Vanaf 1974 tot najaar 2008 is een tweede beurslocatie voor de Canton Fair in gebruik geweest, namelijk het Lihua complex. Nadat het tweede gedeelte van het Pazhou complex opgeleverd werd, is geen gebruik meer gemaakt van het verouderde Lihua complex.
- Oppervlakte exhibitie ruimte: 1.125.000 m²
- Aantal stands: meer dan 55.800 (standaard) stands
- Variëteit: meer dan 150.000 producten
- Zakelijke omzet: 348,3 miljoen USD (111e beurs)
- Aantal bezoekers: 215.436 personen (111e beurs)
- Standhouders: meer dan 22.000 verschillende standhouders, waarvan 20.816 Chinesedeelnemers en 395 internationale tijdens de 111e beurs).